# 普朗克長度

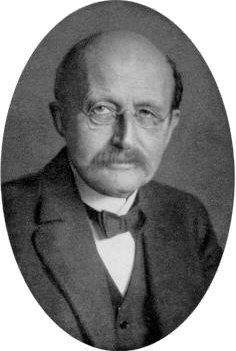
馬克斯·普朗克

普朗克長度是長度的自然單位，以{\displaystyle \ell _{P}}作為標記。

## 歷史
這項單位首先由德國物理學家馬克斯·普朗克所提出，他希望建構出一套測量系統是依照這些自然單位來施行的。其中的基礎是建在普朗克質量上。雖然量子力學和廣義相對論在提出這些單位的當時尚未出現，隨後得知：在普朗克長度的距離範圍，重力預期開始會展現量子效應，進而要求一套量子重力理論來預測所會發生的物理事件。

## 數值
忽略掉一些因子，例如{\displaystyle 2\pi \,}及其他，普朗克質量是一項質量值，依其大小來計算對應的長度物理量，可以得到「其史瓦西半徑與其康普頓波長相當」的結論，而這樣的長度則稱為普朗克長度，即：
{\displaystyle \ell _{P}={\sqrt {\frac {\hbar G}{c^{3}}}}\cong 1.616229(38)\times 10^{-35}}公尺
其中
- {\displaystyle \hbar ={\frac {h}{2\pi }}}是約化普朗克常數或稱狄拉克常數；

- {\displaystyle G\,}是重力常數；

- {\displaystyle c\,}是真空中光速。

- 括號內的兩位數為最後兩位不確定度。

依照普朗克長度這項單位，目前可觀測的宇宙的直徑估計值（直徑約930億光年，即8.8 × 1026 公尺）即為5.4 × 1061倍普朗克長度。，而可觀測宇宙體積則為8.4 × 10184立方普朗克長度（普朗克體積）。 

## 重要性
忽略掉{\displaystyle 2\pi \,}等等的因子，普朗克質量的意義大約是一個史瓦西半徑等同於康普頓波長的黑洞所帶有的質量。這黑洞的半徑大約是普朗克長度。
透過思想實驗闡明：想像要測量一個物體的位置，我們得用照在其上的光所得的反射。如果對它的位置要測到很高的精確度，我們必須用更短波長的光子，如此表示這些光子的能量會更高。如果這能量高到一個程度，原則上它們撞到物體時可以產生黑洞。這個黑洞可以「吞噬掉」光子而讓實驗失敗。通過簡單的量綱分析計算可發現當測量物體位置的精準度達到普朗克長度以下，便會發生上述的問題。
這個思想實驗涉及到了廣義相對論與量子力學（主要指海森堡不確定原理），即是說結合了兩個理論來看，我們無法對位置做出比普朗克長度還要小、還要精確的測量。因此，在任何結合廣義相對論與量子力學的量子重力理論中，若在時間短於普朗克時間、距離小於普朗克長度的尺度下，我們傳統上對時間、空間的標示將會全盤瓦解。
然而事實上，我們並不真正知道在我們要測量得比普朗克長度還要精準時所發生的事情，我們也從未見過普朗克質量的黑洞。所以更保守地講，上述的思想實驗僅僅顯示：當我們研究尺度接近普朗克長度時，我們要小心地思考該如何結合廣義相對論與量子力學，這可以說是量子重力研究者的任務。如果因此出現新的物理學理論，它甚至可能對比普朗克尺度還大的距離尺度下的現象做出不一樣的描述。

## 外部連結
- （英文）物理中的長度大小—普朗克長度
- （英文）普朗克長度 （页面存档备份，存于）